# 伊加西
伊加西（葡萄牙語：Igaci）是巴西阿拉戈斯州的一个市镇。总面积333.59平方公里，总人口25159人，人口密度75.4人/平方公里。